# Bjerregård
Bjerregård is een plaats in de Deense regio Midden-Jutland, gemeente Ringkøbing-Skjern. 
Het ligt in het zuiden van Holmsland Klit, ca. 15 km ten zuiden van Hvide Sande. Aan de oostkant liggen de vogelreservaten Tipperne en Værneengene, en ten westen ligt het zandstrand aan de Noordzee. Het water rondom Bjerregård grenst aan het vogelreservaat Tipperne.